# Trezzano sul Naviglio
Trezzano sul Naviglio är en ort och kommun i storstadsregionen Milano, innan 31 december 2014 i provinsen Milano, i regionen Lombardiet i Italien. Kommunen hade 21 171 invånare (2018).